# مالتبی، یورک‌شر جنوبی
latitudeمالتبی، یورک‌شر جنوبیlongitudeمالتبی، یورک‌شر جنوبی
مالتبی، یورک‌شر جنوبی (به انگلیسی: Maltby, South Yorkshire) یک شهرک در بریتانیا است که در انگلستان واقع شده‌است.

## خصوصیات
مالتبی ۱۶٬۸۵۶ نفر جمعیت دارد.